# 卡姆揚斯凱 (博爾赫拉德區)
45°49′9″N 29°15′44″E / 45.81917°N 29.26222°E
卡姆揚斯凱（烏克蘭語：Кам'янське）是位於烏克蘭西南部的村莊，由敖德薩州博爾赫拉德區的阿爾齊茲市鎮負責管轄。該村處於塔什利克河畔，始建於1944年，面積5.29平方公里，海拔高度43米，2024年人口2,100。